# 空間規劃

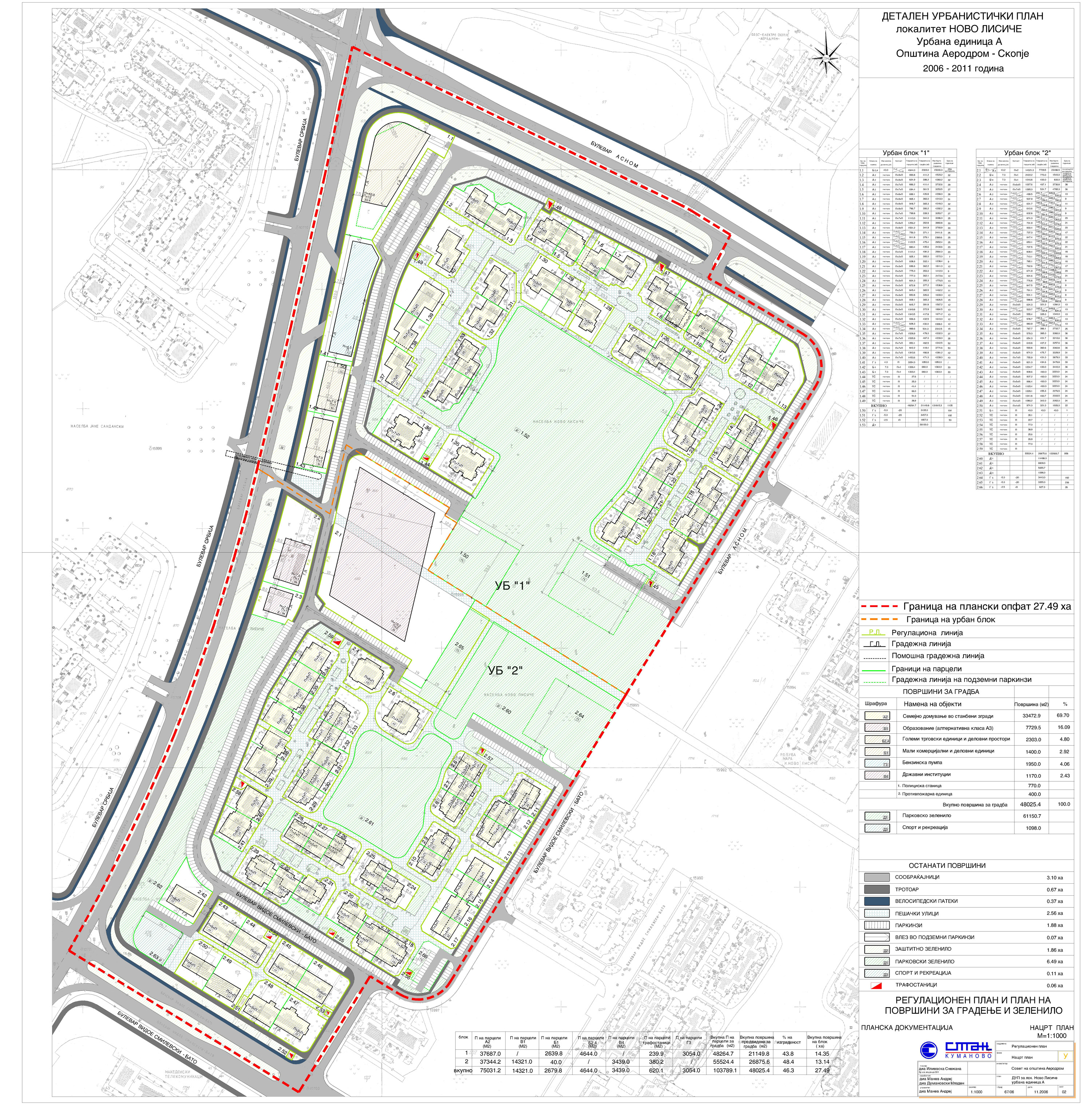
北馬其頓共和國斯科普里市艾罗德龙市镇的詳細城市規劃圖則。

空間規劃（英語：spatial planning）是指對土地、自然資源、人類活動和基礎設施的管理和組織，主要為由公共部門使用的影響未來活動空間分佈的方法，它的目的是創造一個更合理的土地利用和功能關係的領土組織，平衡保護環境和發展兩個需求，以達成社會和經濟發展總的目標排，並降低區域發展差距，提升國家整體競爭力。空間規劃主要是指對城市、鄉村、區域等空間進行規劃，包括土地利用、交通、綠化、建築等方面。
空間規劃主要包括以下方面，包括空間戰略規劃，即制定長期的、全面的發展策略，確保空間資源的合理利用，促進經濟、社會和環境目標的實現；土地利用規劃，即指導土地資源的合理利用，包括農業、住宅、商業、工業和交通等各類用地的劃分和管理；基礎設施規劃，即確保基礎設施（如能源、交通、水資源、排水和廢物處理等）的有效分布和運營，以支持社區和經濟的發展需求；環境和生態規劃，即保護自然資源，保持生態平衡，提高環境質量，降低人類活動對環境的負面影響；以及城市和鄉村規劃，即促進城市和鄉村的可持續發展，提高居民生活質量，保障社會公平和包容性。